# Medicină veterinară

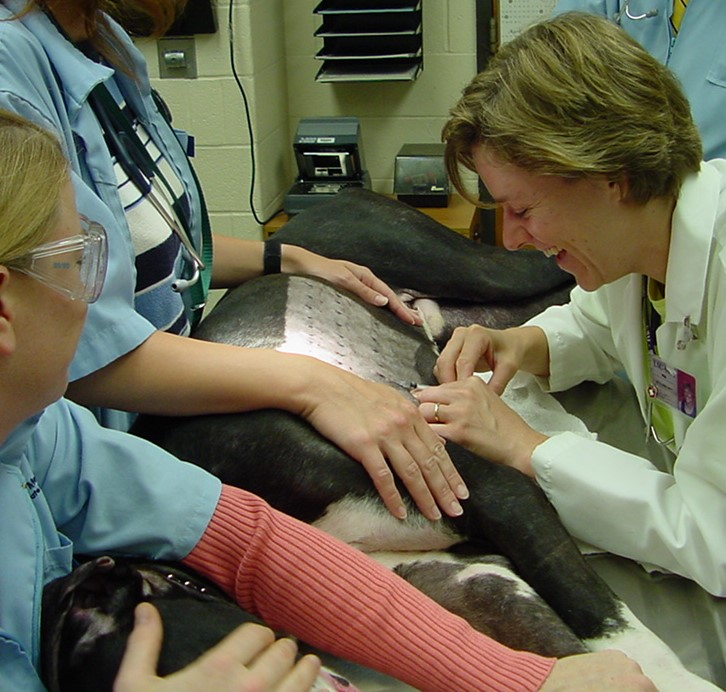
Efectuarea testului intradermic la un câine, pentru depistarea alergiei.

Medicina veterinară este știința care are drept obiectiv apărarea sănătății animalelor. Cuprinde cunoștințele referitoare la bolile animalelor, la preîntâmpinarea acestor boli, la tratamentul lor, la igiena animalelor, precum și la ansamblul de măsuri contra epizootiilor și pentru protecția sănătății oamenilor față de bolile ce se pot transmite de la animale. 
În România, studiul la facultatea de medicină veterinară durează șase ani, în prealabil este necesar absolvirea unui liceu și al unui „examen-concurs de admitere”. Aici se află facultăți de medicină veterinară la București (aceasta a fost prima facultate de profil din Balcani), Cluj, Iași, Timișoara.  
În Germania cea mai veche facultate de medicină veterinară se află în Göttingen și datează din anul 1771. 

## Principalele discipline

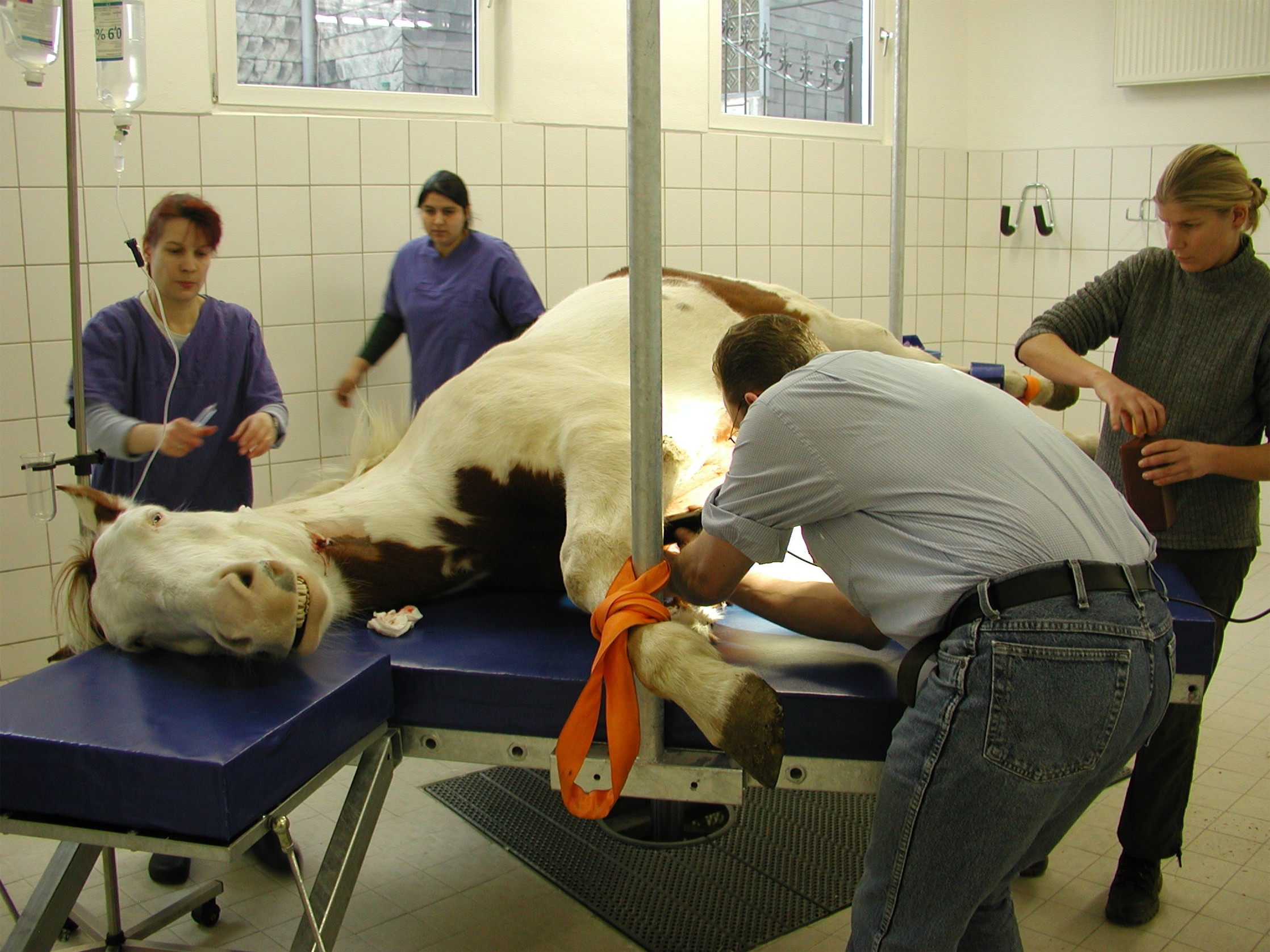
Medic veterinar care efectuează o intervenție pe un cal

- Anatomia animalelor
- Anatomie patologică
- Biochimie
- Biofizică
- Boli infecțioase
- Chirurgie
- Controlul alimentelor
- Creșterea animalelor
- Ecologie
- Epidemiologie
- Farmacologie
- Fiziopatologie
- Genetică
- Histologie
- Microbiologie
- Obstetrică și Ginecologie
- Parazitologie
- Reproducție
- Terapie veterinară
- Semiologie
- Stomatologie veterinară

## Istoric

### Medicina veterinară în lume
Medicina veterinară a apărut o dată cu creșterea animalelor, în perioada începuturilor societății omenești. La început era aplicată instinctiv, nu exista vreo diferențiere între măiestria tămăduirii bolilor la om și animale.
Mult mai târziu această lecuire se va diferenția, devenind o meserie la cei care o practicau, prin câștigarea încrederii celor care solicitau intervenția. Treptat, s-a format o etică profesională.
Prima școală veterinară din lume a luat ființă la Lyon (Franța), în 1762.

### Medicina veterinară în România
În Transilvania, primele cursuri de medicină veterinară au început în cadrul a două instituții medicale umane din Cluj și Sibiu, apărând mai târziu în Moldova și Muntenia.
In Sibiu a exitat o infirmerie încă din anul 1494. Instituția de învățământ din Cluj, prin cursurile medical-veterinare din perioada 1787-1881, este prima instutuție din România pentru pregătirea de chirurgi civili și obstetriciani civili, absolvenții fiind numiți magiștri. Aceștia puteau însă practica numai pe teritoriul Transilvaniei.
Printre absolvenții români din Transilvania se numără Vasile Cornea (1868), care scrie (în 1876), Cartea Veterinarului de casă, și Simeon Stoica (1870), care publică în 1891 Tratatul boalelor acuto-infectătoare.
În Moldova, primele cursuri de medicină veterinară au avut loc la Iași, în Gimnasiul Vasilian, prin eforturile lui Gheorghe Asachi, care intervine pentru întemeierea unei școli superioare.
În Muntenia se vor preda, ca și în Transilvania și Moldova, numai noțiuni elementare de medicină veterinară. Abia după unirea Principatelor se deschie la București prima Școală de medicină veterinară (1861). În anul 1864, aceasta avea șase catedre, studiul având o durată de cinci ani. Materiile de studiu erau:
- științele naturale, fizica, chimia.
- farmacologia, botanica.
- anatomia descriptivă, fiziologia, exteriorul animalelor domestice.
- anatomia și patologia copitelor, arta potcovitului.
- anatomia patologică, patologia generală, clinica internă.
- patologia chirurgicală, chirurgia veterinară, clinica veterinară.
- higiena, poliția sanitară, morbele epizootice și contagioase, medicina legală.

Personalități marcante ale Corpului veterinar din această perioadă sunt:
- Alexandru Locusteanu (1848-1922), președintele Societății de medicină veterinară și al Asociației generale a medicilor veterinari, membru corespondent al Societații Centrale de Medicină Veterinară din Paris și membru onorific al Colegiului veterinar din Londra.
- Ion Popescu (1843-1899)
- Constantin Fometescu (1838-1903), medic veterinar în Budapesta. În 1864 vine în țară. Este cel care a pus scalpelul (bisturiul pentru disecție) în mâna studenților.